# Banchinae
Banchinae (лат.) — подсемейство наездников семейства Ichneumonidae. Распространены всесветно. 1800 видов.

## Описание
Средние и крупные наездники, длина около 5—20 мм. Наличник почти всегда отделен от лица бороздкой, его нижний край без зубцов и щеточки волос. Паразиты гусениц бабочек (Lepidoptera).

## Палеонтология
В ископаемом состоянии известны из раннего эоцена США.

## Классификация
Мировая фауна включает 3 трибы, 65 родов и около 1800 видов, в Палеарктике — 25 родов и около 500 видов. Фауна России включает 17 родов и 220 видов наездников-ихневмонид этого подсемейства.
Крупнейшие роды Glypta и Lissonota. Название трибы Lissonotini преоккупировано одноимённой трибой жуков Lissonotini (род жуков Lissonotus Schoenherr) и поэтому не может быть признано валидным. Ранее такие подсемейства как Lycorininae, Neorhacodinae и Stilbopinae часто включались в состав Banchinae; однако последние ревизии рассматривают их в качестве самостоятельных подсемейств.
- Триба Atrophini Seyrig, 1932 (=Lissonotoidae Förster, 1869)
  - Род Atropha Kriechbaumer, 1894 typus. — Афротропика.
  - Род Lissonota Gravenhorst, 1829
  - Род Tossinola Viktorov, 1958 — Старый Свет
  - Род Tossinolodes Aubert, 1984 — Палеарктика
  - другие роды
- Триба Banchini Wesmael, 1845
  - Род Banchopsis  Rudow, 1886 — Палеарктика
  - Род Banchus Fabricius, 1798 typus. (=Exetastinae  Viereck, 1918) —[6]
  - Род Exetastes  Gravenhorst, 1829
  - другие роды
- Триба Glyptini Cushman & Rohwer, 1920 (=Townesionae  Kasparyan, 1993)
  - Род Glypta Gravenhorst, 1829 typus.
  - Род Teleutaea Förster, 1869
  - Род Townesion Kasparyan, 1993
  - другие роды